# Julia (Tisuću devetsto osamdeset četvrta)
Julia je lik iz Orwellova romana Tisuću devetsto osamdeset četvrte. Predstavlja mehaničarku zaposlenu u Ministarstvu istine fiktivne države Oceanije i poput svih zaposlenika članicu šire partije. Po navodima romana rođena je 1958. godine. Prikazana je kao osoba koja fanatično služi partiji i režimu, ali pod time samo krije buntovnu narav koja se odražava kroz promiskuitet, odnosno seksualnu aktivnost koja je članovima partije najstrože zabranjena. Protagonist Winston Smith s njome započinje ljubavnu vezu i njih dvoje stupaju u kontakt s O'Brienom, članom uže partije za koga vjeruju da pripada tzv. Bratstvu, odnosno pokretu otpora protiv vladajućeg režima. Veza Winstona i Julije završava tragično kada ih oboje uhiti misaona policija te izloži strahovitu mučenju tijekom kojega su prisiljeni ne samo izdati jedno drugo nego se i odreći jedno drugog.
Juliji je posvećena Julia, pjesma grupe Eurythmics s albuma 1984 (For the Love of Big Brother), koja je poslužila kao filmska glazba u filmskoj adaptaciji iz 1984.

## Portreti
- 1984., TV-drama iz antologije studija One (1953.): Norma Crane[1]
- Tisuću devetsto osamdeset četvrta, TV-drama u produkciji BBC-ja iz 1954.: Yvonne Mitchell
- 1984., filmska adaptacija Michaela Andersona iz 1956.: Jan Sterling
- The World of George Orwell: 1984, britanska TV-drama iz antologije Theatre 625 iz 1965.: Jane Merrow[2]
- Tisuću devetsto osamdeset četvrta, filmska adaptacija Michaela Radforda iz 1984.: Suzanna Hamilton